# 维利耶圣伯努瓦
维利耶圣伯努瓦（法語：Villiers-Saint-Benoît，法語發音：[vilje sɛ̃ bənwa] ⓘ）是法国勃艮第-弗朗什-孔泰大区约讷省的一个市镇，位于该省西部，属于欧塞尔区。

## 地理
维利耶圣伯努瓦（47°46'54"N, 3°12'39"E）面积34.04 平方千米，位于法国勃艮第-弗朗什-孔泰大區约讷省，该省份为法国中北部内陆省份，西接卢瓦雷省，西北接塞纳-马恩省，南至涅夫勒省，东临科多尔省，东北与奥布省接壤。
与维利耶圣伯努瓦接壤的市镇（或旧市镇、城区）包括：索姆凯斯、德拉西、尚皮涅勒、梅里拉瓦莱、勒瓦勒多克尔、皮赛地区塔内尔、图西、沙尔尼奥雷德皮赛。

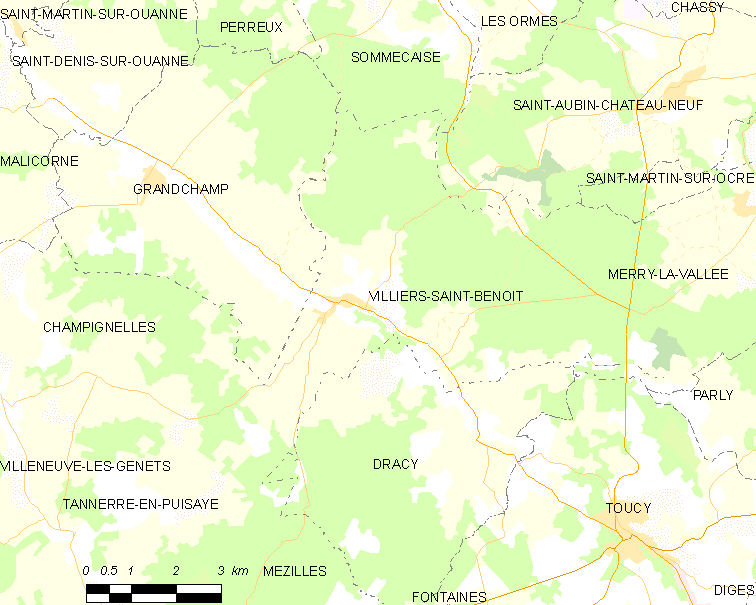
维利耶圣伯努瓦的OSM定位图

维利耶圣伯努瓦的时区为UTC+01:00、UTC+02:00（夏令时）。

## 行政
维利耶圣伯努瓦的邮政编码为89130，INSEE市镇编码为89472。

## 政治
维利耶圣伯努瓦所属的省级选区为皮赛中心县。

## 人口

1962-2008年间维利耶圣伯努瓦人口变化图示

维利耶圣伯努瓦于2022年1月1日时的人口数量为433人。